# Roztoky (districtul Rakovník)
Roztoky este o comună și un sat din districtul Rakovník din regiunea Boemia Centrală din Cehia. Are o populație de aproximativ 1.000 de locuitori. Se află pe malurile râului Berounka. Un obiectiv turistic este Castelul Leontýn.

## Etimologie
Numele său este derivat din expresia în cehă rozdělený tok, cu sensul de „curs divizat”. Este un nume geografic comun în Cehia pentru locurile fondate la confluența unui pârâu mai mic cu un râu.

## Geografie
Roztoky se află la aproximativ 12 kilometri (7 mi) sud-est de Rakovník și la 34 kilometri (21 mi) vest de Praga. Se află în Munții Křivoklát. Cel mai înalt punct al comunei este dealul Špička aflat la 531 metri (1.742 ft) deasupra nivelului mării. Este situat în meandrul râului Berounka. Tot teritoriul comunei se află în zona ariei protejate Křivoklátsko.

## Istorie
Prima mențiune scrisă despre Roztoky datează din anul 1406. A fost fondat în jurul anului 1370. Satul a început să se dezvolte în 1824, când conții de Fürstenberg⁠(d) au construit aici fierării.

## Transporturi
Roztoky se află pe linia de cale ferată Beroun – Rakovník.

## Obiective turistice

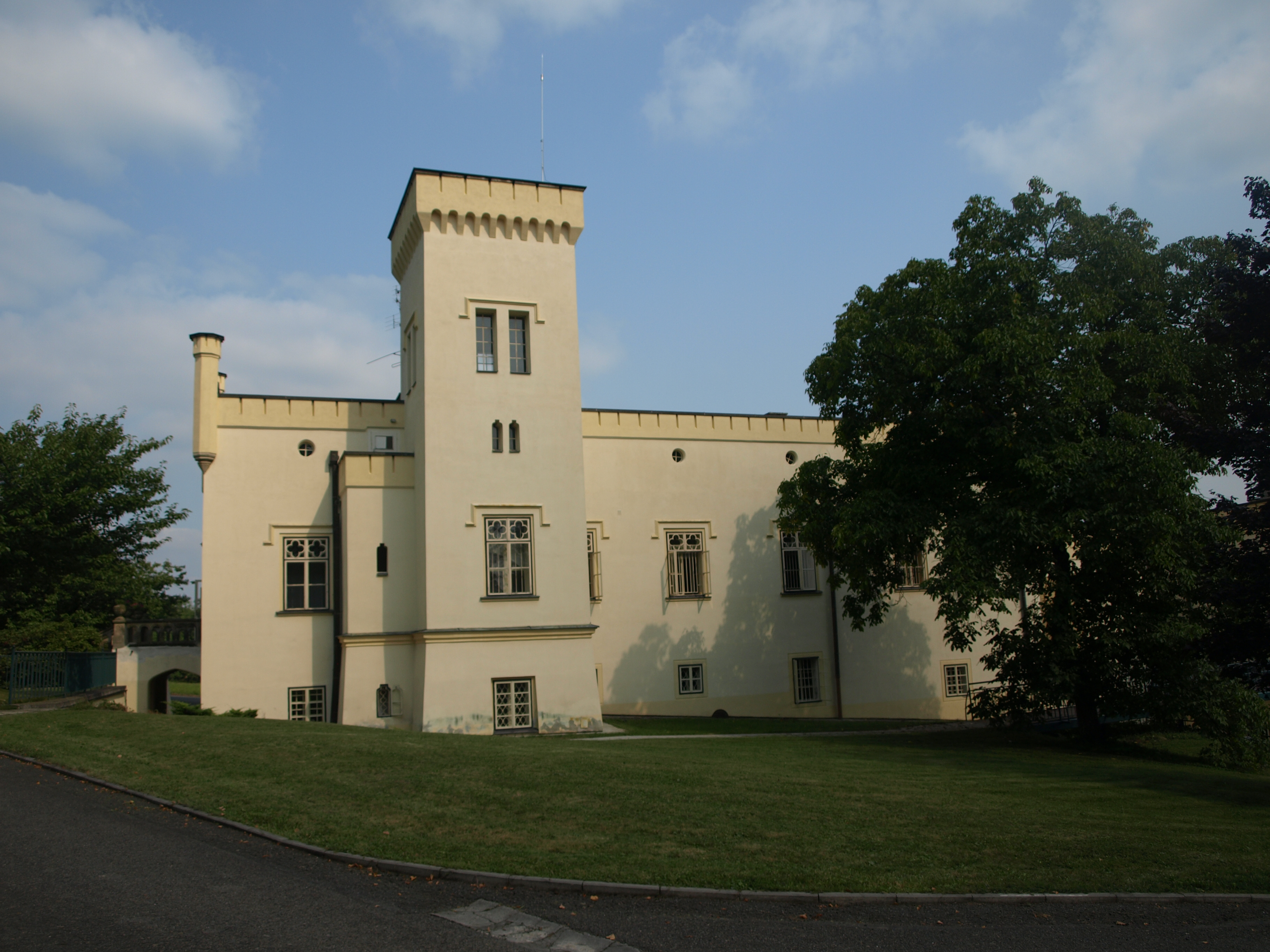
Castelul Leontýn

O clădire valoroasă este Castelul Leontýn, situat în pădurea din sudul satului. Inițial a fost o cabană de vânătoare neoclasică de la începutul secolului al XIX-lea, care a fost extinsă și reconstruită în stil neogotic în a doua jumătate a secolului al XIX-lea. Lângă castel se află o capelă neogotică a Sfântului Venceslau din 1866 și un parc peisagistic. Astăzi, castelul găzduiește o instituție de asistență socială pentru persoanele cu dizabilități mintale.
Un monument cultural este Curtea Karlov. Aceasta este o curte de fermă în stil baroc târziu, cu un plan circular neobișnuit. A fost construită în 1779 în pădurea din sudul satului Roztoky. Curând după aceea, în jurul său a apărut o mică așezare. Astăzi, curtea fermei este proprietate privată și este încă folosită în scopuri agricole.